# Cechenena striata
Cechenena striata är en fjärilsart som beskrevs av Rothschild 1894. Cechenena striata ingår i släktet Cechenena och familjen svärmare. Inga underarter finns listade i Catalogue of Life.